# Fiora Vincenti
Fiora Vincenti (Milano, 1928 – Milano, 22 novembre 2009) è stata una scrittrice e giornalista italiana.

## Biografia
Laureata in Filosofia nel 1951, ha ideato e creato con Mario Miccinesi Uomini e libri, rivista letteraria attiva dal 1964 al 1990. Ha vinto il Premio Oggi nel 1959 per Malattia, il Premio Rapallo nel 1970 per Una Rolls Royce nera, il Premio Selezione Campiello nel 1974 per Utopia per flauto solo, il Premio Selezione Napoli nel 1977 per Le due signore e il Premio Dessì per la narrativa nel 1988.

## Opere

### Curatele
- Invito alla lettura di Primo Levi, Milano, Mursia, 1973
- Lalla Romano, Firenze, La Nuova Italia, 1974

### Narrativa
- Invisibili bruchi, Milano, Schwarz, 1954
- Malattia, Milano, Rizzoli, 1959
- La coscienza del diavolo, Milano, Effe emme, 1965
- Una Rolls Royce nera, Milano, Mursia, 1970
- Utopia per flauto solo, Firenze, Vallecchi, 1973
- Le due signore, Milano, Rizzoli, 1977
- Odette, Milano, Effe emme, 1987
- La señora Santiago, Milano, Lanfranchi, 1990
- Il sonno del gentiluomo, Milano, Lanfranchi, 1991
- Luì, Milano, BUR, 2003

### Traduzioni
- Rudyard Kipling, Il meglio di Rudyard Kipling, Milano, Longanesi, 1953